# Runt
Runt är musikern Todd Rundgrens debutalbum som soloartist, efter att ha lämnat sitt tidigare band The Nazz. Det gavs ut 1970 på skivbolaget Ampex Records. En cd-utgåva har senare getts ut av Rhino Records.
Låten "We Gotta Get You a Woman" blev en mindre hit.

## Låtlista
Samtliga låtar skrivna av Todd Rundgren.
1. "Broke Down and Busted" - 4:34
2. "Believe in Me" - 2:02
3. "We Gotta Get You a Woman" - 3:09
4. "Who's That Man?" - 3:00
5. "Once Burned" - 2:07
6. "Devil's Bite" - 3:54
7. "I'm in the Clique" - 4:51
8. "There Are No Words" - 2:12
9. "Baby Let's Swing/The Last Thing You Said/Don't Tie My Hands" - 5:27
10. "Birthday Carol" - 9:13

## Medverkande
- Todd Rundgren - gitarr, sång
- Michael Brooks - trummor
- Rick Danko - bas
- Don Ferris - bas, trummor
- Levon Helm - trummor
- Mark "Moogy" Klingman - elpiano
- John Miller - bas
- Bobby Moses - trummor
- Hunt Sales - percussion, trummor
- Tony Sales - bas, percussion
- Don Lee Van Winkle - gitarr